# 奧科班巴區 (拉孔本西翁省)
奧科班巴區（西班牙語：Distrito de Ocobamba），是秘魯的一個區，位於該國南部庫斯科大區的拉孔本西翁省，始建於1957年1月2日，面積840.93平方公里，海拔高度1,550米，2005年人口5,936，人口密度每平方公里7.1人。